# 梅枝町 (名古屋市)
梅枝町（うめがえちょう）は、日本の愛知県名古屋市中区にかつて存在した町名。町名の由来ははっきりしていない。

## 歴史
- 1871年（明治4年）9月29日[1] - 杉ノ町筋の一部により、愛知郡梅枝町として成立[6]。
- 1878年（明治11年）12月20日 - 名古屋区成立に伴い、同区梅枝町となる[6]。
- 1889年（明治22年）10月1日 - 名古屋市成立に伴い、同市梅枝町となる[6]。
- 1908年（明治41年）4月1日 - 東区成立に伴い、同区梅枝町となる[2]。
- 1944年（昭和19年）2月11日 - 栄区成立に伴い、同区梅枝町となる[2]。
- 1945年（昭和20年）11月3日 - 栄区廃止に伴い、中区梅枝町となる[2]。
- 1966年（昭和41年）3月30日 - 住居表示実施に伴い、全域が丸の内三丁目に編入され、消滅[2]。